# Спіраль (авіаційно-космічна система)
Авіаційно-космічна система «Спіраль» — система, що складалась з орбітального літака, який мав виводитись у космос гіперзвуковим літаком-розгінником, а потім розгінним блоком на орбіту.
Проєкт «Спіраль» з'явився як відповідь на американську програму створення космічного перехоплювача-розвідника-бомбардувальника X-20 «Dyna Soar».
У США і у СРСР ці програми були згорнуті на різних стадіях розробки.
Керівником проєкту «Спіраль» був Гліб Євгенович Лозино-Лозинський.
Розробки орбітального літака почались влітку 1966 року в конструкторському бюро ОКБ-155 Мікояна, у якому працював Лозино-Лозинський.

## Літак-розгінник
Потужний повітряний корабель-розгінник (маса 52 т, довжина 38 м, розмах 16,5 м) мав розганятись до шестикратної швидкості звуку (М = 6), потім з його «спини» на висоті 28—30 км мав стартувати 10-тонний пілотований орбітальний літак довжиною 8 м і розмахом 7,4 м.
Літак-розгінник до 6 махів передбачалося можливим використовувати і як пасажирський літак, що, безумовно, було раціонально: його високі швидкісні характеристики дозволили б збільшити швидкість цивільної авіації.
Літак-розгінник був першим проєктом гіперзвукового літального апарата з повітряно-реактивними двигунами. На 40-му конгресі Міжнародної авіаційної федерації (FAI), що відбувся 1989 року у Малазі (Іспанія) представники американського Національного управління з аеронавтики і дослідження космічного простору (НАСА) високо оцінили літак-розгінник, відзначивши, що він «проєктувався відповідно до сучасних вимог».

## Орбітальний літак

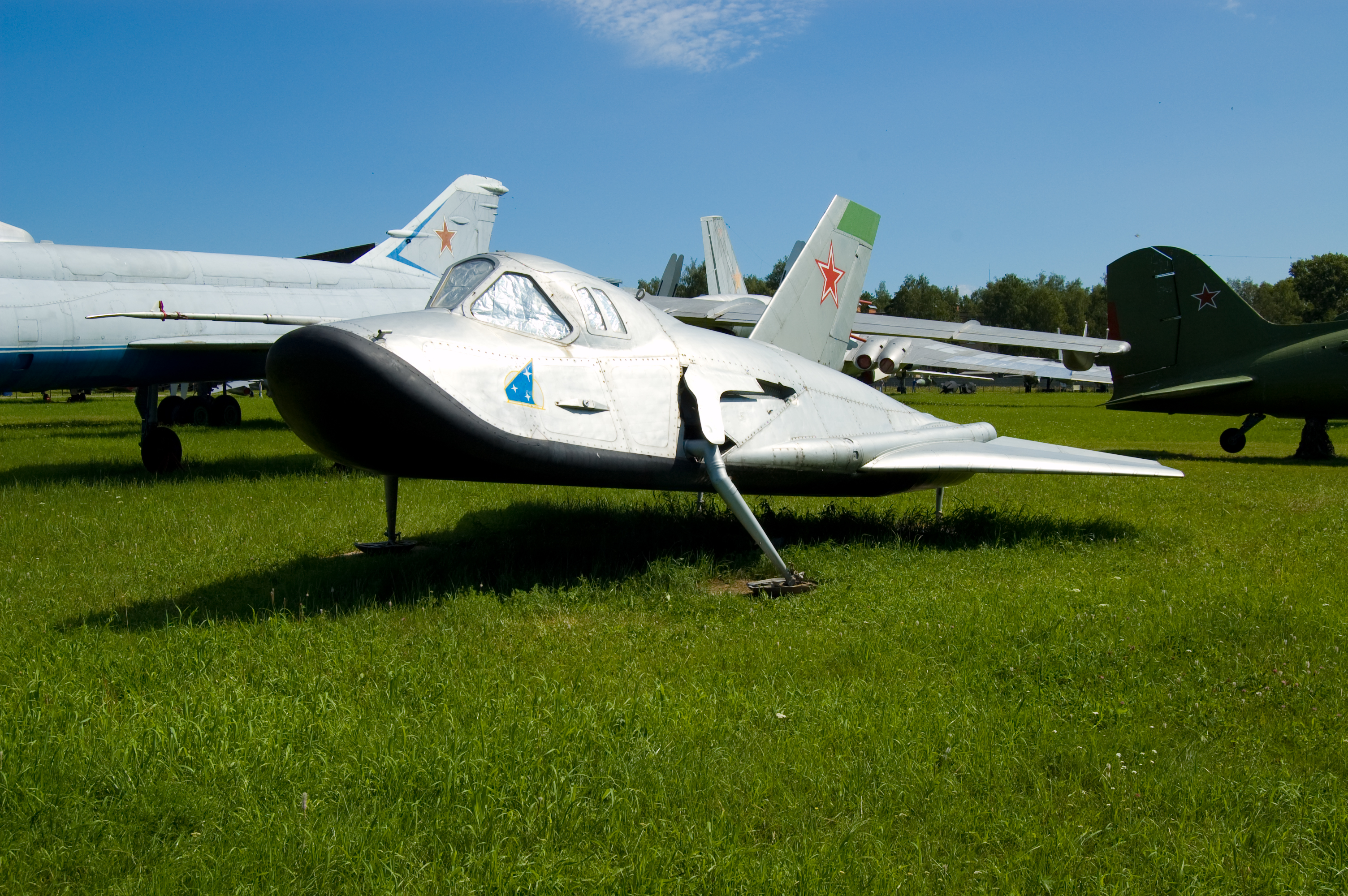
МіГ-105.11 — дозвуковий аналог бойового орбітального літака проєкту «Спіраль» у авіамузеї в Моніно (Московська область)

Орбітальний літак був літальним апаратом зі стрілоподібними крилами з консолями, що відхилялись догори для зміни поперечного кута атаки. При спуску з орбіти літак самобалансувався на різних ділянках траєкторії. Фюзеляж був виконаний за схемою несучого корпусу зі значно затупленою опереною трикутною формою в плані, через що отримав прізвисько «лапоть».
Теплозахист був виконаний із застосуванням плакованих пластин (матеріалу, вкритого шаром металу методом гарячої прокатки поверхні) з ніобієвих сплавів з покриттям на основі дисиліциду молібдену. Температура поверхні носової частини фюзеляжу на різних стадіях спуску з орбіти могла досягати 1600 °C.
Рушійна установка складалась з рідинного ракетного двигуна (РРД) орбітального маневрування, двох аварійних гальмівних РРД з витискувальною системою подачі компонентів палива стиснутим гелієм, блоку орієнтації, що складався з 6 двигунів грубої орієнтації і 10 двигунів точної орієнтації; і турбореактивного двигуна для польоту на дозвукових швидкостях і посадці, що працював на гасі.
На дозвуковому аналозі орбітального літака (МіГ-105.11) здійснювали випробування льотчики Петро Остапенко, Ігор Волк, Валерій Меніцький, Олександр Федотов. На літаку МіГ-105.11 Авіард Фастовець стартував з-під фюзеляжу важкого бомбардувальника Ту-95К, остаточний етап випробувань аналога здійснював Василь Уряд.
Для порятунку пілота у випадку аварії орбітального літака передбачалась відокремлювана кабіна у вигляді капсули з власними пороховими двигунами для відстрілу від літака на всіх етапах його руху від старту до посадки, а також із керівними двигунами для входу в щільні шари атмосфери.
Були розроблені проєкти орбітальних літаків:
- Фото- і радіорозвідники;
- Для ураження авіаносців, що мають ракети з ядерною бойовою частиною і системою наведення з супутника;
- Перехоплювачі космічних цілей у двох варіантах. Перший варіант для фотографування та передачі фотографій каналами зв'язку, другий — для ураження цілі.

## Космонавти проєкту
Для підготовки пілотів орбітального літака 1966 року в Центрі підготовки космонавтів була сформована група, до якої увійшли члени загону космонавтів, що мали достатню льотну підготовку. До першого складу групи увійшли:
- Титов Герман Степанович, що вже побував у космосі
- Куклін Анатолій Петрович
- Лазарев Василь Григорович
- Філіпченко Анатолій Васильович

Після реорганізації 1969 року Центру підготовки космонавтів був створений 4-й відділ 1-го управління ЦПК, начальником якого призначили Титова. До відділу набрали молодих льотчиків, що проходили космічну підготовку:
- Кизим Леонід Денисович (підготовка в 1969—1973)
- Березовий Анатолій Миколайович (1972—1974)
- Дєдков Анатолій Іванович (1972—1974)
- Джанібеков Володимир Олександрович (липень — грудень 1972 року)
- Козельський Володимир Сергійович (серпень 1969 року — жовтень 1971 року)
- Ляхов Володимир Афанасійович (1969—1973)
- Малишев Юрій Васильович (1969—1973)
- Петрушенко Олександр Якович (1970—1973)
- Романенко Юрій Вікторович (1972)

7 січня 1971 року у зв'язку з виходом Титова із загону космонавтів начальником відділу призначили Філіпченка, а 11 квітня 1973 року — інструктора-космонавта-випробувача Лева Воробйова. 1973 року відділ було розформовано у зв'язку з припиненням робіт за проєктом.

## Підсумки проєкту
Під час розробок для демонстрації реалізованості проєкту були створені підпроєкти: літака-аналога 50-11 (МіГ-105.11); суборбітальних апаратів-аналогів БОР-1 (Безпілотний орбітальний ракетоплан), БОР-2, БОР-3; космічних апартів-аналогів «ЭПОС» (рос. Экспериментальный пилотируемый орбитальный самолёт, Експериментальний пілотований орбітальний літак) БОР-4, БОР-6.
Міністр оборони СРСР Гречко не дозволив запуск майже готового до випробувань корабля у космос, зазначивши, за різними джерелами, резолюцію «Фантазіями ми займатись не будемо» або «Це — фантастика. Потрібно займатись реальною справою».
За 15 років до американської програми шатла в рамках проєкту «Спіраль» велися розробки жаростійких теплозахисних матеріалів «типу пінокераміка», що відображено в документі 1966 року. Це сталося за 16 років до першого випробування радянських кварцових плиток на БОРі-4, за 22 роки до польоту «Бурана».

Космічний апарат БОР-4 (у рамках проєкту «Буран») був безпілотним експериментальним апаратом — зменшеною копією орбітального літака «Спіраль» у масштабі 1:2. БОР-4 був моделлю-аналогом бойового орбітального літака «Спіраль», на якому відпрацьовувався теплозахист для «Бурана». Технічні рішення, отримані під час розробок рідинних ракетних двигунів фахівцями ОКБ Заводу Клімова, також були використані при будівництві «Бурана».
На базі БОРа-4 розроблялися маневрені бойові блоки космічного базування, основним завданням яких було бомбардування Америки з космосу з мінімальним підлітним часом до цілей (5—7 хвилин).
(Лукашевич В. П., фінансовий директор ВАТ «Міжнародний консорціум Багатоцільові авіаційно-космічні системи».)
Роботи зі створення, зупинені 1969 року, відновились 1974 року. У 1976—1978 роках було проведено вісім випробувальних польотів, під час яких апарат жодного разу не літав у космос. Роботи над «Спіраллю» остаточно припинились після початку розробки сучаснішого проєкту «Енергія-Буран», що здавався тоді перспективнішим. Основні фахівці, які раніше працювали за проєктом «Спіраль», були переведені з ОКБ Мікояна і ОКБ «Радуга» (рос. Радуга, Веселка) наказом міністра авіаційної промисловості до НВО «Молния» (рос. Молния, Блискавка). Станом на 2013 рік аналог бойового орбітального літака можна бачити у Центральному музеї Військово-повітряних сил РФ у Моніно.